# Campionato mondiale militare di scherma 1949
Il Campionato mondiale militare di scherma del 1949 ("1949 World Military Fencing Championships") è stato organizzato dalla Federazione internazionale della scherma e si è svolto a Stoccolma in Svezia dal 9 al 15 maggio.
Nel fioretto, si è aggiudicato il titolo di campione mondiale militare il francese Courreges, che ha battuto in finale lo svedese Dag Åkerberg.
Nel campionato mondiale militare a squadre maschili, la nazionale francese ha prevalso nella finale del fioretto contro La Svezia, mentre la nazionale svedese ha vinto nella spada contro la formazione belga, ed infine la nazionale francese ha avuto la meglio sulla compagine belga nella sciabola.

## Podi

### Uomini
| Specialità  | Oro                                                                                | Argento                                                                  | Bronzo                                                           |
| Individuali |                                                                                    |                                                                          |                                                                  |
| Fioretto    | Courreges                                                                          | Dag Åkerberg                                                             | Levreur                                                          |
| Spada       | -                                                                                  | Leopold Hauben                                                           | Sven Fahlman                                                     |
| Sciabola    | -                                                                                  | Calassi                                                                  | Dag Åkerberg                                                     |
| A squadre   |                                                                                    |                                                                          |                                                                  |
| Fioretto    | Francia Courreges Gottard Le-Levreur J. Mangieu                                    | Svezia Dag Åkerberg Bo Eriksson Sven Fahlman Nils Rydström Arne Thorburn | Belgio Andre Paul Joseph Verhalle -                              |
| Spada       | Svezia Osborne Berler Per Carleson Frank Rutger Cervell Sven Fahlman John Sandwall | Belgio Ghislain Delaunois Leopold Hauben Marcel Van Der Auwera -         | Danimarca -                                                      |
| Sciabola    | Francia Aguilar Calassi Perrodon -                                                 | Belgio Catiaux Leopold Hauben Eugene Laermans Nijs                       | Danimarca Knudsen Lohman-Krogh Jakob Marcus Jensen Lyng Petersen |